# 173
173 (CLXXIII) var ett normalår som började en torsdag i den julianska kalendern.

## Händelser

### Okänt datum
- Efter att ha fått full kontroll över östra delen av Romarriket krossar Avidius Cassius, guvernör över Syrien, ett uppror bland fåraherdar, känt som boukoloi.
- Under Lha Thothori Nyantsens styre introduceras buddhismen i Tibet, hämtad från Indien.

## Födda
- Maximinus Thrax, romersk kejsare 235–238 (född omkring detta år)